# 茅ヶ崎市立東海岸小学校
茅ヶ崎市立東海岸小学校（ちがさきしりつ ひがしかいがんしょうがっこう）は、神奈川県茅ヶ崎市にある公立小学校。通称は「東小」（とうしょう）。
校章は、湘南の海と茅ヶ崎のシンボルといわれる烏帽子岩を図案化したもので、製作者は関根能昭である。

## 沿革
出典
- 1981年（昭和56年）
  - 4月 - 創立。開校時点の児童数992は名、学級数は24学級。また、4月13日を開校記念日と定めた。
  - 10月 - 校章制定。
- 1982年（昭和57年）
  - 2月 - 屋内運動場（体育館）及び渡り廊下が完成し、2日に落成式挙行。
  - 3月 - 校歌制定。
- 1991年（平成3年）3月 - プール建設工事竣工。施設面積810平方メートル、20m×10mの5コース。
- 1995年（平成7年）8月 - ランチルーム改修工事完了。
- 2003年（平成15年）3月 - コンピューター教室整備工事完了。
- 2008年（平成20年）2月 - 体育館渡り廊下・自転車小屋・施設業務員作業室改修工事完了。
- 2010年（平成22年） - 創立30周年記念行事完了。普通教室改修工事完了。
- 2014年（平成26年）8月 - 第2音楽室を普通教室へ改修工事完了。

## 校歌
出典
- 作詞: 岩谷時子
- 作曲: 弾厚作（加山雄三）

## 学校教育目標
出典
「心豊かに自立する子を育てる」

## 所在地
- 神奈川県茅ヶ崎市東海岸南4-10-1[4]

## 通学区域
出典
- 東海岸北
  - 4丁目
  - 5丁目
- 東海岸南
  - 1丁目〜6丁目

## 主な進学先
出典
- 茅ヶ崎市立第一中学校

## アクセス
出典
1. JR茅ケ崎駅下車
2. 南口より、1番のりば茅09系統「東海岸循環」を乗車
3. 「第一中学校前」バス停下車徒歩5分

また、茅37系統浜見平団地行を東海岸南三丁目下車
徒歩7分